# 南極の交通
南極の交通（なんきょくのこうつう）では、南極およびその周辺の交通に関して記述する。

## 概要

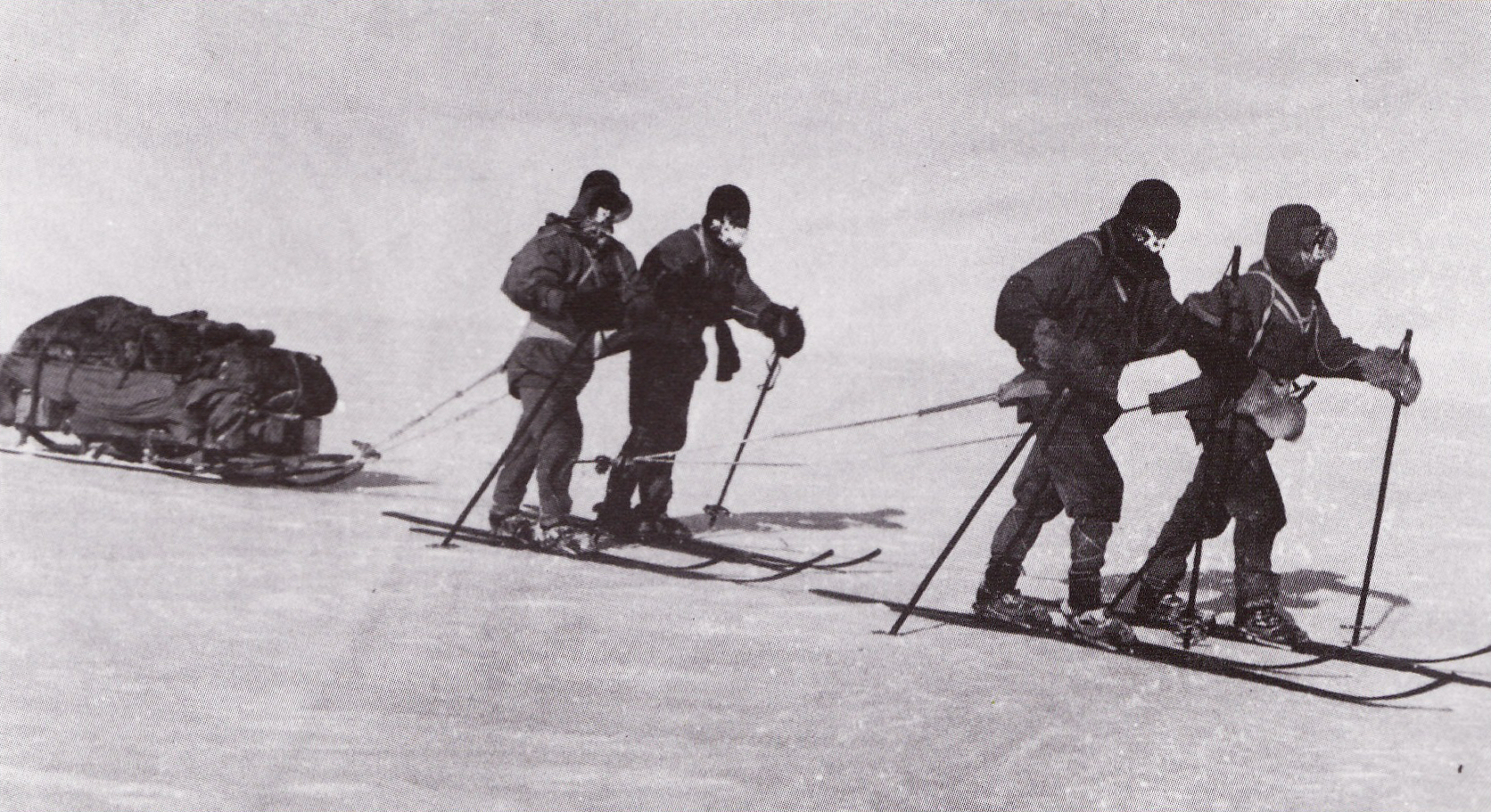
スキーをはき、そりを引くスコット隊。詳細はこちらを参照

南極の交通は大きく変化してきた。かつては探検家が南極という地の果てを徒歩で移動する時代であった。その後主に陸上交通が、そして同じくらい航空交通と海上交通も、人間の技術によってより快適に速く移動できるようになり南極は開かれた土地になった。南極のような僻地における輸送技術は、旅行者の安全を確保するための超低温と吹き続ける風への対策が不可欠である。また南極の環境は壊されやすいので、輸送量を限ってエコロジカル・フットプリントを減らし、持続可能な輸送技術を使わなければならない。まとめれば、南極における陸上・海上・航空交通用のインフラストラクチャーは安全かつ持続可能でなければならない、ということである。現在、毎年何千人もの観光客と何百人もの研究者が南極の交通システムを頼りにしている。

## 陸上交通

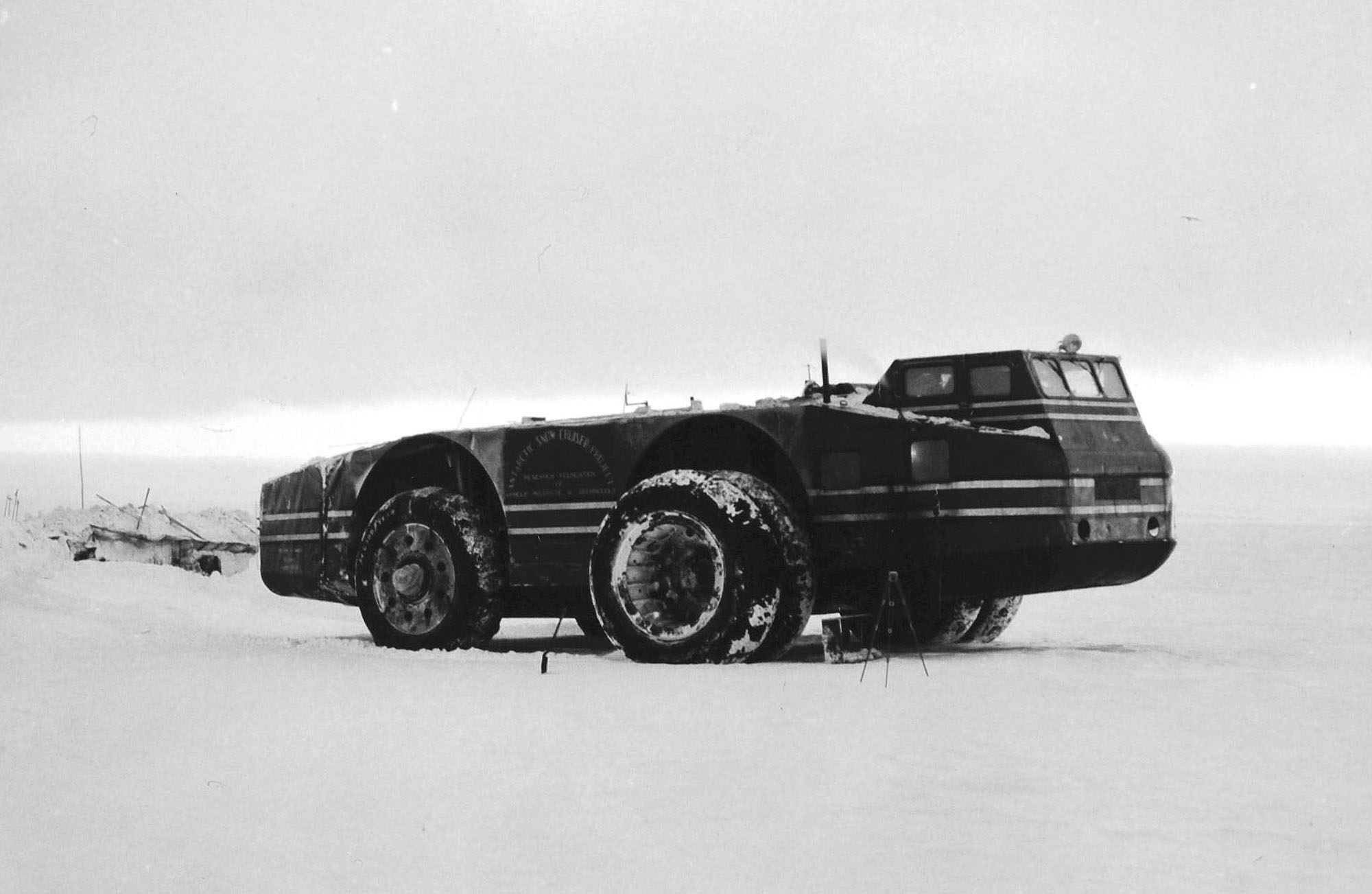
アメリカで1940年頃に使用されたAntarctic Snow Cruiser

陸上交通の手段はたいていスキーやスノーシューなどの徒歩か、乗り物（スノーモービルを含む雪上車やブルドーザーなどガソリン燃料を使うキャタピラ車両、過去には犬ぞり）である。最初に自動車を使ったのは1907年-1909年にかけて探検した、アーネスト・シャクルトン率いるニムロド探検隊である。モーソン基地は初めて南極を走った市販車（フォルクスワーゲン・タイプ1）の目的地であり、その一台目には〈アンタークティカ1（南極1号）〉と名付けている。
日本では、1968年から69年にかけて行われた南極点到達プロジェクトで4台の雪上車が使用され、日本国内で展示されているKD604とKD605は、2014年8月7日に日本機械学会から機械遺産と認定された。
しかし道路は少なく、あっても路面状態が悪いので普通のタイヤを履いた乗り物で陸上交通するには限界がある。海岸にあるアメリカのマクマード基地と南極点にあるアムンゼン・スコット基地とを結ぶ、長さ1450キロメートルのマクマード南極点道路という南極唯一のハイウェイがある。
2005年、六人組のチームが「アイス・チャレンジャー」（en）と題してタイヤ付き自動車による南極点到達の探検に参加した。特殊設計の6輪ワゴン車で南極沿岸部のパトリオットヒルズを出発、同ルートを二輪車で走った風間深志の記録24日（1992年）を69時間という驚異的な数値で更新する。2005年12月12日に世界で最も速く南極点に到着したとして、ギネス記録に認定された。
この探検成功により、南極ではタイヤ付きの乗り物は走行可能なだけでなく、実用的であると立証された。風間も2005年の挑戦も、その趣旨として地球温暖化と気候変動への意識を高めようとかかげていた。

## 海上交通

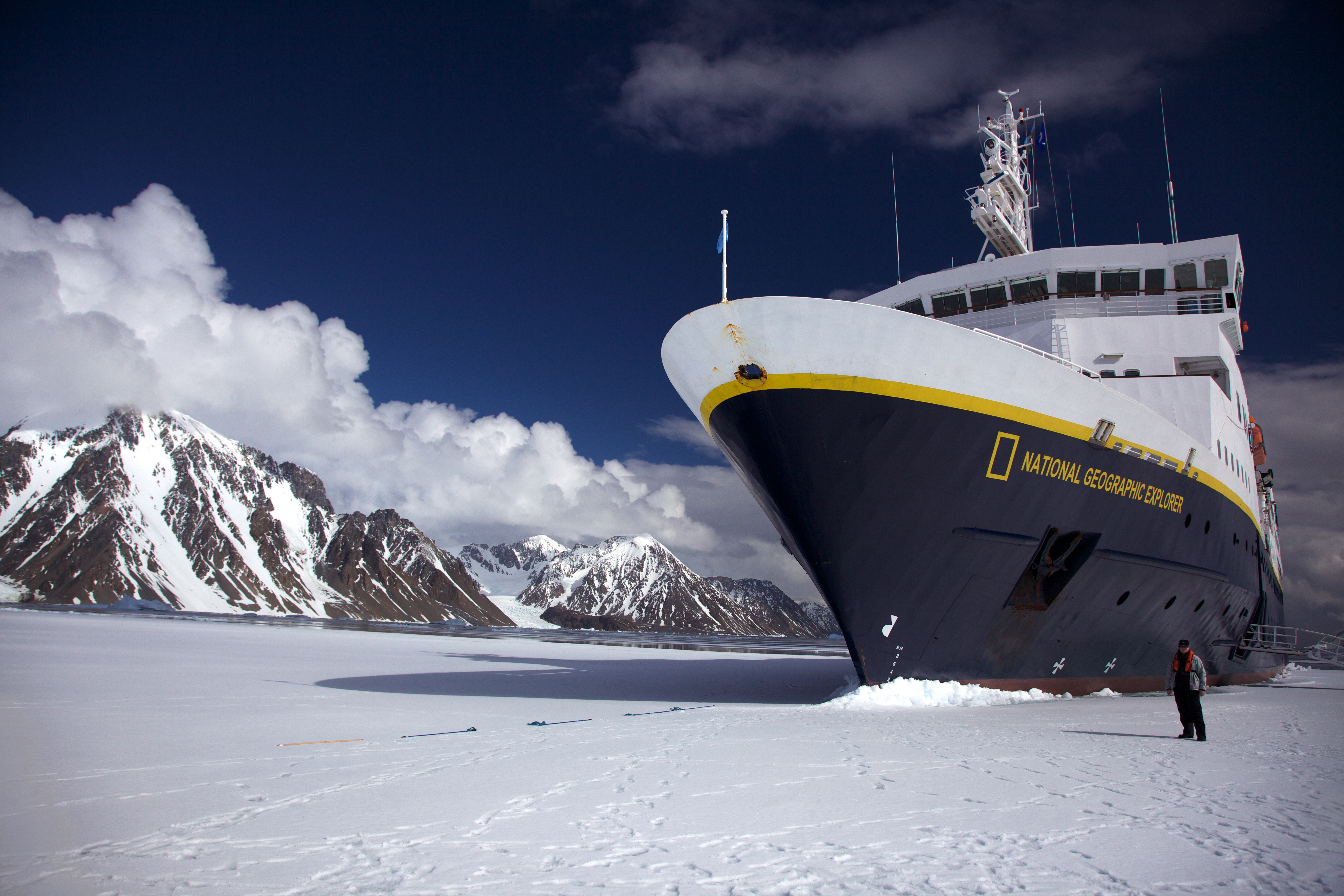
海岸近くの定着氷に停泊中の観光船

南極大陸には天然の良港であるアイスポートが何か所かあるが、マクマード基地にしか湾港設備（harbor）が整っていない。沿岸にあるほとんどの基地では輸送船を沖に停め、物資や人は船から海岸まで小舟やはしけ、ヘリコプターで運ぶ。ごく簡単な埠頭すら備えない基地が大部分である。南極で碇泊する船舶はすべて南極条約第7条に照らして巡検を受ける。船を沖に停泊する機会は散発的かつ断続的であるものの、通常は小型船舶でも特にリフティングキールを装備するなど船体に氷対策をほどこし、かつまた海岸線が開いていると問題はない。また停泊について政府専用と定めるマグマード基地（77°51′S 166°40′E）およびパーマー基地（64°43′S 64°03′W）には無許可で投錨できない。動力の付いた大きな船から小さなヨットまで、多くの観光船が南半球の夏の間（1月-3月）に南極半島を訪れる。ほとんどの観光客はアルゼンチンのウシュアイアを拠点に南極に渡っている。

## 空路

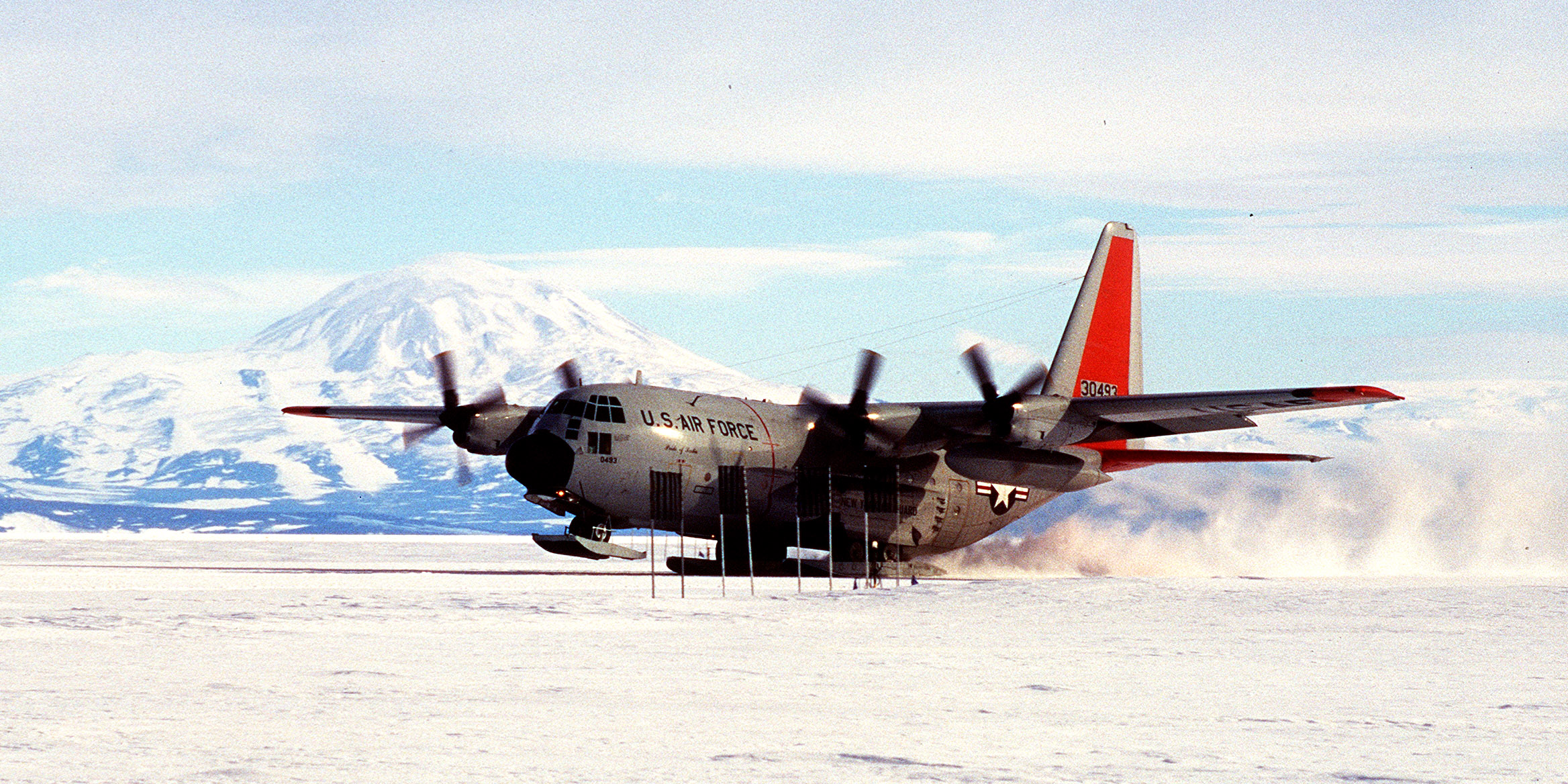
マクマード基地に着陸するLC-130

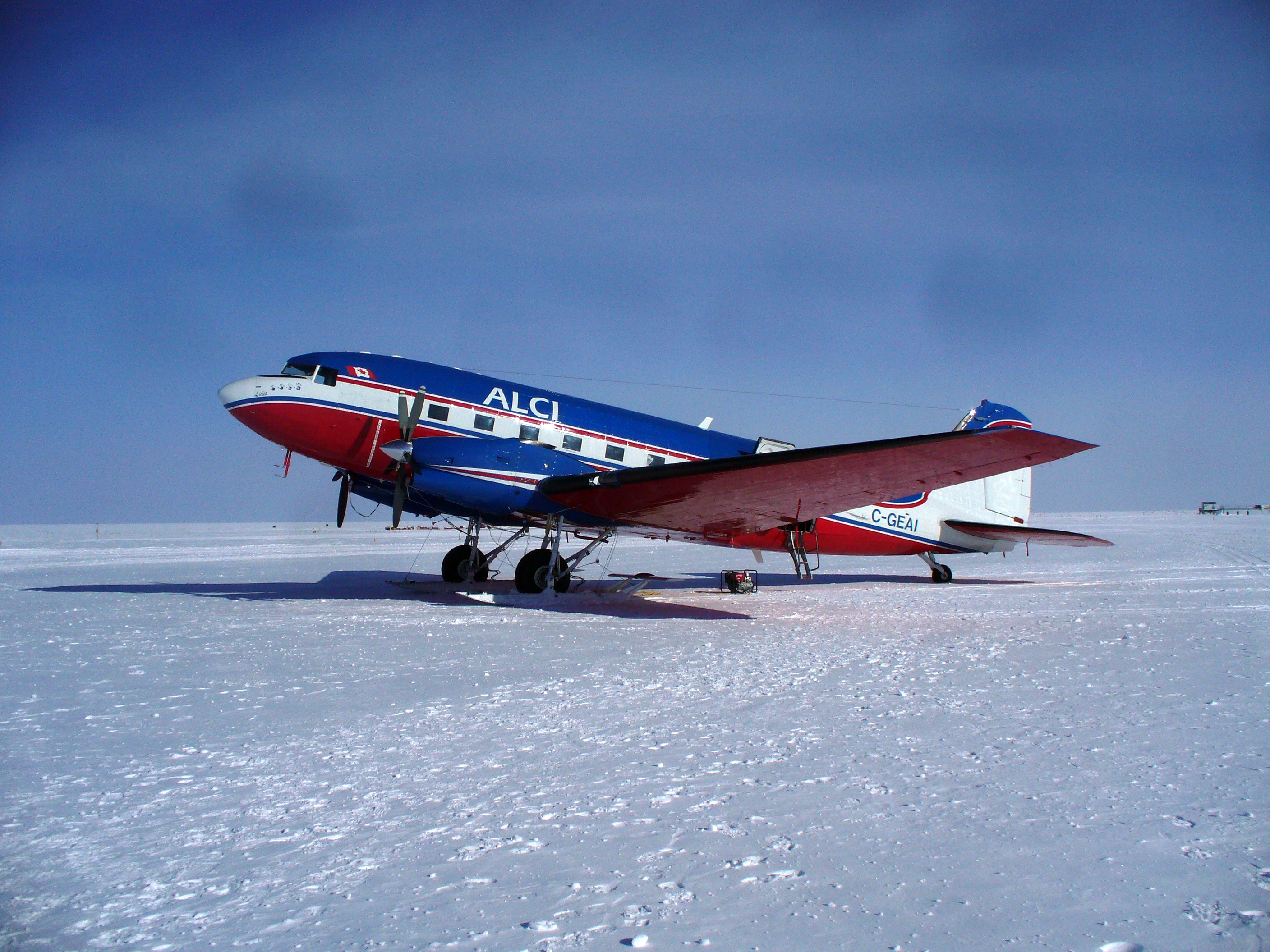
観光客を乗せ南極点付近に着陸したBT-67（2009年12月）

外部と南極を結ぶ空路の交通では、観測基地への物資輸送に飛行機、砕氷船と基地間の短距離輸送にはヘリコプターが使われている。

一般機が利用できる滑走路に旅客対応の空港ビルはない。南極条約批准国16ヵ国が置く観測基地30地点に飛行場かヘリポートがあるほか、民間企業が合計2箇所の商用空港を運営する。ヘリポートは合計27基地が備えている。

### 冬季の離着陸
南極の飛行場は極端な季節性気象や地理的な条件に制限され、規制が厳しい上にICAO標準を満たさないため、利用には別途、手続きが発生する。特に日照が全くない冬季は南極大陸への空路はほぼ閉ざされ、後述のような緊急対応の節には滑走路の輪郭を示すためドラム缶を並べて燃料油を焚く。
暗視ゴーグルを使い、冬季のペガサス基地（en）に着陸を成功させたのは2008年9月11日、アメリカ空軍機C-17 グローブマスターIIIである。
民間機による南極大陸の冬季離着陸は2001年4月、アムンゼン・スコット南極観測基地の当番医ロナルド・シメンスキーが肝炎を発症し、手術を行える病院への搬送が決まった時にさかのぼる。基地責任者の発請を受けたアメリカ空軍はC-130ハーキュリーズをニュージーランド（クライストチャーチ）から派遣するが、いったん着陸すると悪天候のため帰還できる見込みが立たず3機とも呼び戻している。
万策尽きた基地関係者はデンバー（アメリカ西海岸）の支援組織と相談すると、まずカナダ空軍と交渉し、次に極地輸送に精通する運輸会社のつてでカナダ・アルバータ州の民間企業ケン・ボーレック・エアに連絡を取る。同社には南極の航行実績がある操縦士がおり、カナダの極地方に適応したデハビランド製DHC-6 ツインオッター機でビクトリア州の遠距離通勤を支えていた。交代の医師を乗せバックアップ機ともども合計2機をカルガリーから出した同社は社是「地球上ならいつでもどこでも」（"Anywhere, Anytime, World-Wide"）を守る結果とはなるが、まさに綱渡りの搬送であった。カルガリーからプンタ・アレーナス（チリ）とイギリスのロセラ観測基地（en）を経て救援機が到着するまで10日、観測基地の職員は冬季の気象条件に対応していないトラクターを苦労して操り 2 km の滑走路を切り拓いた。
5日がかりでチリに到達したツインオッター機は南極半島のロセラ基地で天候回復を待ち36時間待機、10時間がかりで目的地に到着するが、駐機中に翼のフラップが凍結してしまい、「応急措置」で離陸する。操縦士は計器が正常に作動しているか疑いながら航行し、無事にチリに降り立った。こうして冬季の南極点を発したフライトが航空史上初めて成功した。カナダ政府は勇気ある搭乗員の偉業をたたえ、叙勲した。
航空機にはBT-67、Il-76、降着装置にスキーを採用し、離陸用にJATOをつけたロッキード LC-130などが利用されている。